# Михайлюк, Емельян Иосифович
Емелья́н Ио́сифович Михайлю́к (11 августа 1919 — 25 апреля 1945) — командир 1-го эскадрона 62-го гвардейского кавалерийского полка 16-й гвардейской Черниговской кавалерийской дивизии, сформированной в декабре 1941 года в городе Уфе, как 112-я Башкирская кавалерийская дивизия, гвардии лейтенант. Герой Советского Союза.

## Биография
Родился в селе Чернелевка ныне Красиловского района Хмельницкой области Украины в крестьянской семье. Украинец.
Окончил 5 классов.
Работал токарем на заводе в городе Хмельницкий.
Член ВКП(б) с 1944 года.
В Красную Армию призван в 1939 году Хмельницким горвоенкоматом Хмельницкой области Украинской ССР.
В 1942 году окончил кавалерийское училище. В боях ВОВ с февраля 1943 года.
Командир 1-го эскадрона 62-го гвардейского кавалерийского полка (16-я гвардейская кавалерийская дивизия, 7-й гвардейский кавалерийский корпус, 1-й Белорусский фронт) гвардии лейтенант Емельян Михайлюк в решающий момент боя 18 января 1945 года повёл эскадрон в атаку, ворвался в польский город Томашув-Мазовецкий.
29 января 1945 при наступлении на местечко Радовиш (Радовиште), расположенное в 7-и километрах юго-восточнее города Сулехув (Польша) отважный командир-кавалерист во взаимодействии с соседним эскадроном успешно завершил атаку, в ходе которой был разгромлен немецкий пехотный батальон.
25 апреля 1945 года, гвардии лейтенант Михайлюк Е. И. погиб в бою.
Похоронен в польском городе Гожув-Велькопольски.

## Память
Имя Е. И. Михайлюка высечено золотыми буквами на мемориальных досках вместе с именами всех 78-и Героев Советского Союза 112-й Башкирской (16-й гвардейской Черниговской) кавалерийской дивизии, установленных в Национальном музее Республики Башкортостан (город Уфа, улица Советская, 14) и в Музее 112-й (16-й гвардейской) Башкирской кавалерийской дивизии (город Уфа, улица Левитана, 27).

## Награды
- Указом Президиума Верховного Совета СССР от 24 марта 1945 года за образцовое выполнение боевого задания командования в борьбе с немецко-фашистскими захватчиками и проявленные при этом мужество и героизм гвардии лейтенанту Михайлюку Емельяну Иосифовичу присвоено звание Героя Советского Союза с вручением ордена Ленина и медали «Золотая Звезда» (№ 5675).
- Орден Отечественной войны 1-й степени.
- Орден Отечественной войны 2-й степени.